# Caravan (együttes)
A Caravan egy angol rockegyüttes Canterbury környékéről. A Wilde Flowers korábbi tagjai, David Sinclair, Richard Sinclair, Pye Hastings és Richard Coughlan alapították. A Caravan 1968-tól az 1970-es évekig tartó néhány év során jutott el a sikerhez, a canterburyi szcéna részeként, a pszichedelikus rock és a jazz felé közeledve olyan egyedi hangzást hozott létre, mint kortársa, a Soft Machine. A Caravan még most a 21. században is élő és aktív együttes.

## Életrajz
Korábbi együttesük, a Wilde Flowers felbomlása után David Sinclair, Richard Sinclair, Pye Hastings és Richard Coughlan 1968-ban hozta létre a Caravant. Az együttes volt az első brit zenekar, amely amerikai kiadóval kötött szerződést. A Verve ezt követően, még abban az évben kiadta az együttes bemutatkozó albumát Caravan címmel. Miután a Verve megszüntette rock és pop részlegét, a Caravan átment a Decca Recordshoz, amely kihozta 1970-ben az If I Could Do It All Over Again, I'd Do It All Over You című albumot, amelyről a címadó szám a Top Of The Pops című műsorban való fellépéshez juttatta az együttest. 1971-ben a Deram (a Decca progresszív részlege) kiadta az In the Land of Grey and Pink című lemezt. A harmadik album megjelenése után David Sinclair úgy döntött, hogy elhagyja az együttest, őt Steve Millerrel helyettesítették. A billentyűs személyében történt változás magával hozta a zenei irányultság módosulását is, és a zenekar következő albuma, a Waterloo Lily, határozottan jazzesebb volt, mint korábbi munkáik. Ez egyfajta nyugtalanságot okozott az együttes követőiben és a társaság röviddel a Waterloo Lily megjelenése után feloszlott, csak Hastings and Coughlan maradt. A duó leigazolta a brácsán játszó Geoffrey Richardsont, a basszista Stu Evanst és a billentyűs játékos Derek Austint, majd aktívan turnézni kezdett. Ez a felállás nem készített új lemezt, amíg Evans helyére John Perry nem került és Dave Sinclair nem csatlakozott újra az együtteshez 1973-ban. Az ezt követő új album, a For Girls Who Grow Plump in the Night a régi stílushoz való visszatérést jelentette és az együttes egyik legjobb alkotásaként tartják számon. Perry nemsokára távozott és a helyére Mike Wedgwood került.
Kultusz híresség volta ellenére az együttes listákon való jelenléte minimális volt az USA-ban és az Egyesült Királyságban. Amerikában egyetlen albumuk, a Cunning Stunts került listára (124.). A brit listákra a Cunning Stunts (50.) és a Blind Dog at St. Dunstan's (53.) jutott csak fel. A lojális hívek persze biztosítva voltak a folyamatos, visszamenőleges lemezállátás és az együttes hosszú karrierje által, amely napjainkig folytatódik, a két alapító tag, Pye Hastings (gitár, ének, zeneszerzés) és Richard Coughlan (dobok) által fémjelezve. A Caravan legismertebb felvétele az 1971-ben megjelent In the Land of Grey and Pink, amely a második albumuk volt a Deccánál. 30 évvel később az album ezen kiadása platinalemez lett, 100.000 eladott példány után.
Azt szokták mondani, hogy ez a lemez "intenzív melodikus hangulatot, finom humort tartalmaz és megnyerően kellemes elegyét mutatja a hard rock, folk, klasszikus és jazz zenének, áthatva Tolkien-szerű fantasy-elemekkel". A Caravannek a hatvanas évek végétől a hetvenes évek végéig terjedő időszakát úgy jellemezhetnénk, mint egyfajta termékeny és invenciós időszakot. Úgy tűnik az együttesnek rengeteg ötlete volt, hogy közvetlen, rádió-barát számokat hozzon létre. Albumaik 21. századi újra kiadásait a terjengős számok jellemzik, a korábban meg nem jelentek pedig azt bizonyítják, hogy milyen hatalmas mennyiségű kiadható anyagot hagytak le 1970-es albumaikról.
Az együttes jobbára pihent a nyolcvanas években, egészen az 1990-es újra egyesülésig, amit eredetileg egyedi, TV-s alkalomnak terveztek, újra megerősítendő karrierjüket. Újabban ismét jól fogynak a lemezeik, rajongó táboruk van, megtámogatva bizonyos rádiós rétegműsoroktól, mint a BBC Six "Freak Zone"-ja, valamint a progresszív rock újra növekvő népszerűségétől. Miután 2002-ben felléptek a NEARFest festiválon, 2003-ban kiadták az Unauthorised Breakfast Item című albumukat.
2010-ben Pye Hasting bejelentette, hogy az együttes újrakezdi tevékenységét, s mindezt megelőlegezi egy egyszeri koncerttel az ITV számára a Metropolis Studiosban. Mindez 2010 decemberében megtörtént. A bemutatkozó előadásra új anyagokat írtak és csatlakozott a zenekarhoz a dobokon és ütősökön játszó Mark Walker. A koncertről készült DVD 2010 májusában jelent meg, a felvételt pedig ismét bemutatta az ITV a Legends (Legendák) című sorozat részeként.

## Diszkográfia

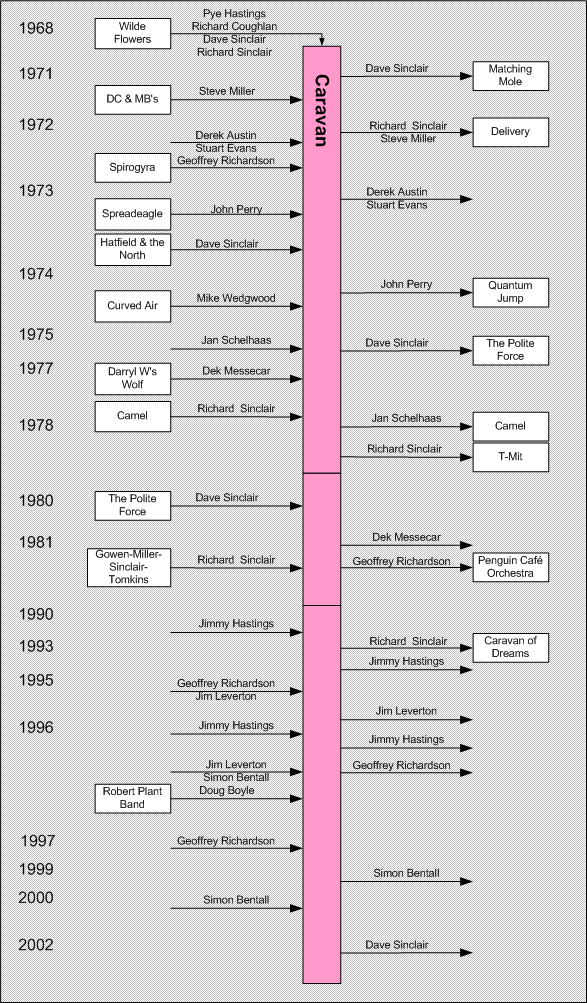
Caravan-felállások, 1968-tól napjainkig

### Stúdióalbumok
| Év   | Cím                                                     | Gitár, ének  | Billentyűsök  | Basszus          | Gitár, brácsa, hegedű | Dobok            | Fuvola, altszaxofon | Gitár      |
| ---- | ------------------------------------------------------- | ------------ | ------------- | ---------------- | --------------------- | ---------------- | ------------------- | ---------- |
| 1968 | Caravan                                                 | Pye Hastings | Dave Sinclair | Richard Sinclair |                       | Richard Coughlan | Jimmy Hastings      |            |
| 1970 | If I Could Do It All Over Again, I'd Do It All Over You | Pye Hastings | Dave Sinclair | Richard Sinclair |                       | Richard Coughlan | Jimmy Hastings      |            |
| 1971 | In the Land of Grey and Pink                            | Pye Hastings | Dave Sinclair | Richard Sinclair |                       | Richard Coughlan | Jimmy Hastings      |            |
| 1972 | Waterloo Lily                                           | Pye Hastings | Steve Miller  | Richard Sinclair |                       | Richard Coughlan | Jimmy Hastings      |            |
| 1973 | For Girls Who Grow Plump in the Night                   | Pye Hastings | Dave Sinclair | John G Perry     | Geoff Richardson      | Richard Coughlan | Jimmy Hastings      |            |
| 1975 | Cunning Stunts                                          | Pye Hastings | Dave Sinclair | Mike Wedgewood   | Geoff Richardson      | Richard Coughlan | Jimmy Hastings      |            |
| 1976 | Blind Dog at St. Dunstans                               | Pye Hastings | Jan Schelhaas | Mike Wedgewood   | Geoff Richardson      | Richard Coughlan | Jimmy Hastings      |            |
| 1977 | Better by Far                                           | Pye Hastings | Jan Schelhaas | Dek Messecar     | Geoff Richardson      | Richard Coughlan | Jimmy Hastings      |            |
| 1980 | The Album                                               | Pye Hastings | Dave Sinclair | Dek Messecar     | Geoff Richardson      | Richard Coughlan |                     |            |
| 1982 | Back to Front                                           | Pye Hastings | Dave Sinclair | Richard Sinclair |                       | Richard Coughlan | Jimmy Hastings      |            |
| 1995 | Battle of Hastings                                      | Pye Hastings | Dave Sinclair | Jim Leverton     | Geoff Richardson      | Richard Coughlan | Jimmy Hastings      |            |
| 2003 | The Unauthorized Breakfast Item                         | Pye Hastings | Jan Schelhaas | Jim Leverton     | Geoff Richardson      | Richard Coughlan | Jimmy Hastings      | Doug Boyle |

### Élő albumok
| Kiadás éve | Cím                                                  | Gitár, ének  | Billentyűsök                                 | Basszus                                        | Gitár, brácsa, hegedű | Dobok            | Fuvola, altszaxofon | Gitár      | A koncert éve |
| ---------- | ---------------------------------------------------- | ------------ | -------------------------------------------- | ---------------------------------------------- | --------------------- | ---------------- | ------------------- | ---------- | ------------- |
| 1974       | Caravan and the New Symphonia                        | Pye Hastings | Dave Sinclair                                | John G Perry                                   | Geoff Richardson      | Richard Coughlan | Jimmy Hastings      |            | 1973          |
| 1991       | BBC Radio 1 Live In Concert                          | Pye Hastings | Dave Sinclair                                | Mike Wedgewood                                 | Geoff Richardson      | Richard Coughlan | Jimmy Hastings      | 1975       |               |
| 1998       | Live in Holland: Back on the Tracks                  | Pye Hastings | Steve Miller                                 | Richard Sinclair                               |                       | Richard Coughlan | Jimmy Hastings      |            |               |
| 1992       | Live 1990                                            | Pye Hastings | Dave Sinclair                                | Richard Sinclair                               | 1990                  | Richard Coughlan | Jimmy Hastings      |            |               |
| 1998       | Ether Way                                            | Pye Hastings | Dave Sinclair / Jan Schelhaas                | Dek Messecar/ Mike Wedgewood                   | Geoff Richardson      | Richard Coughlan | Jimmy Hastings      | 1975–1977  |               |
| 1999       | Live: Canterbury Comes to London                     | Pye Hastings | Dave Sinclair                                | Jim Leverton                                   | Geoff Richardson      | Richard Coughlan |                     | Doug Boyle | 1997          |
| 1999       | Surprise Supplies                                    | Pye Hastings | Jan Schelhaas                                | Mike Wedgewood                                 | Geoff Richardson      | Richard Coughlan | Jimmy Hastings      |            | 1974          |
| 2002       | Bedrock in Concert                                   | Pye Hastings | Dave Sinclair                                | Richard Sinclair                               |                       | Richard Coughlan | Jimmy Hastings      |            |               |
| 2002       | Live at Fairfield Halls, 1974                        | Pye Hastings | Dave Sinclair                                | Mike Wedgewood                                 | Geoff Richardson      | Richard Coughlan |                     | 1974       |               |
| 2003       | A Night's Tale                                       | Pye Hastings | Dave Sinclair                                | Jim Leverton                                   | Geoff Richardson      | Richard Coughlan | Doug Boyle          | 2002       |               |
| 2003       | Nowhere to Hide                                      | Pye Hastings | Dave Sinclair                                | Jim Leverton                                   | Geoff Richardson      | Richard Coughlan | Doug Boyle          | 2002       |               |
| 2003       | With Strings Attached                                | Pye Hastings | Dave Sinclair                                | Jim Leverton                                   | Geoff Richardson      | Richard Coughlan | Doug Boyle          | 2002       |               |
| 2007       | The Show of Our Lives – Caravan at the BBC 1968-1975 | Pye Hastings | Dave Sinclair / Jan Schelhaas / Steve Miller | Richard Sinclair / Mike Wedgwood /Jim Leverton | Geoff Richardson      | Richard Coughlan | Jimmy Hastings      |            | 1968–1975     |

Megjegyzés: A Live 1990 2002-ben Live in Nottingham, 2003-ban pedig (DVD-melléklettel) Bedrock in Concert címen jelent meg.

### Gyűjtemények és válogatások
- Songs and Signs (1991)
- Cool Water (1994)
- The Best of Caravan – Canterbury Tales (1994)
- Songs for Oblivion Fishermen (1998)
- Travelling Man (1998)
- Headloss (1999)
- All Over You Too (2000)
- Traveling Ways: The HTD Anthology (2000)
- Where But For Caravan Would I? (2000)
- The World Is Yours (2010)

### BBC Sessions
- Green Bottles for Marjorie: The Lost BBC Sessions (2002)

## Fordítás
- Ez a szócikk részben vagy egészben  a   Caravan (band) című angol Wikipédia-szócikk ezen változatának fordításán alapul.  Az eredeti cikk szerkesztőit annak laptörténete sorolja fel. Ez a jelzés csupán a megfogalmazás eredetét és a szerzői jogokat jelzi, nem szolgál a cikkben szereplő információk forrásmegjelöléseként.